# اشنان (سرده)
اُشنان (نام علمی: Seidlitzia) نام یک سرده از تیره تاج‌خروسیان است. اشنان در ایران دو گونه گیاه علفی یکساله و درختچه ای به نام اشنان و اشنان پرگل (اشنان جنوبی) دارد.